# Буча (Угорщина)
Буча (угор. Bucsa) – невеличке селище в Угорщині, в якому проживає 2 500 людей. Буча адміністративно невід’ємна від Бекешу – регіону Південно-Східної Угорщини.

## Населення
У Бекеші, на території площею 127,23 км, проживає 21 544 громадян. У самому селі Буча за переписом населення 2011 року проживало 2445 мешканців. З них 98,11% назвали себе угорцями, 1,64% - ромами і 0,24 - німцями. Абсолютної релігійної більшості немає. Люди без релігії становлять 23,52%, реформати 21,68%, римо-католики - 15,21%. Для 38,57% жителів конфесійна приналежність невідома.